# Archidiecezja Nowego Jorku

Herb Archidiecezji

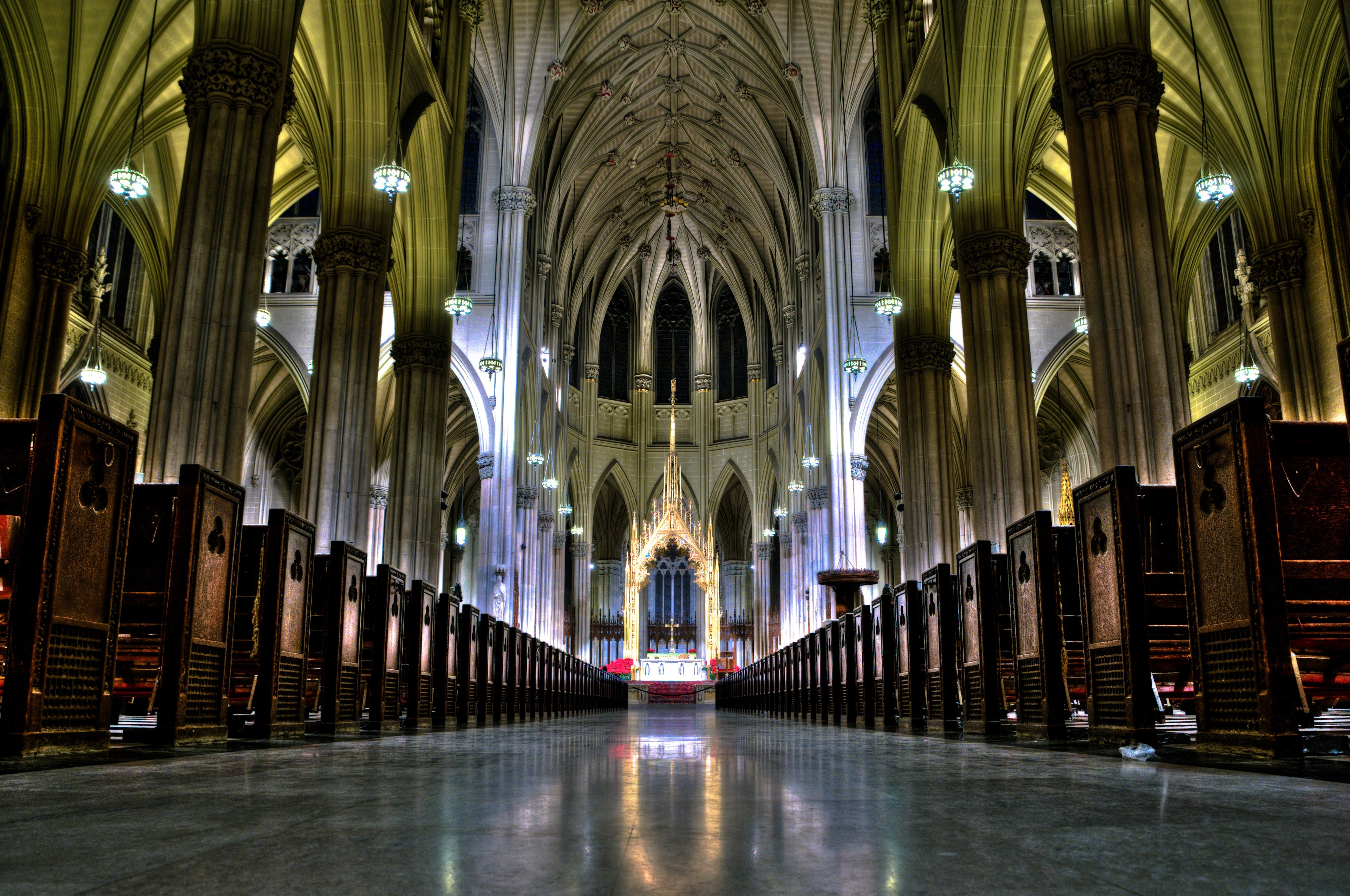
Wnętrze katedry św. Patryka

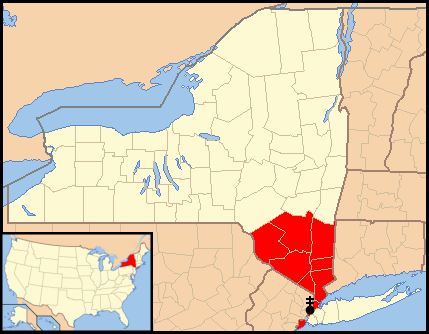
Mapa archidiecezji Nowy Jork

Archidiecezja Nowego Jorku (łac. Archidioecesis Neo-Eboracensis, ang. Archdiocese of New York) – rzymskokatolicka archidiecezja metropolitalna ze stolicą w Nowym Jorku, w stanie Nowy Jork, w Stanach Zjednoczonych.
Katedrą diecezjalną jest katedra św. Patryka w Nowym Jorku.
Archidiecezja znajduje się w regionie II (NY) i obejmuje terytorialnie hrabstwa Nowy Jork, Bronx, Richmond (zbieżne odpowiednio z dzielnicami Manhattanu, Bronx i Staten Island), a także hrabstwa Dutchess, Orange, Putnam, Rockland, Sullivan, Ulster i Westchester w stanie Nowy Jork.

## Historia
Terytorium obecnej archidiecezji było częścią Prefektury Apostolskiej Stanów Zjednoczonych Ameryki, powstałej 26 listopada 1784, która to 6 listopada 1789 została podniesiona do rangi diecezji ze stolicą w Baltimore.
Pierwszym katolickim kościołem w Nowym Jorku był kościół św. Piotra przy Barclay Street. Plac został zakupiony od Trinity Episcopal Church i sfinansowany przez hiszpańskiego konsula.
8 kwietnia 1808 Stolica Apostolska podniosła diecezję Baltimore do rangi archidiecezji i wyodrębniła diecezje Filadelfii, Bostonu, Nowego Jorku i Bardstown. W chwili ustanowienia, diecezja nowojorska obejmowała stan Nowy Jork i hrabstwa w stanie New Jersey: Sussex, Bergen, Morris, Essex, Somerset, Middlesex, i Monmouth.
W związku z tym, że pierwszy mianowany biskup nie mógł odpłynąć z Włoch, ze względu na blokadę napoleońską, administratorem został mianowany ks. Kohlman. Przypisuje mu się zorganizowanie diecezji i przygotowanie do budowy katedry św. Patryka przy Mulberry St. Wśród trudności na jakie w tym czasie napotykali katolicy był antykatolicki fanatyzm w szkolnictwie Nowego Jorku. Silne ruchy natywistyczne starały się trzymać katolików z dala od kraju i zapobiegać ich rozwojowi.
23 kwietnia 1847 z terytorium diecezji wyodrębniono diecezje Albany i Buffalo, a 19 lipca 1850 diecezja została podniesiona do rangi archidiecezji. 29 lipca 1853 ponownie wyodrębniono kolejne diecezje Newark w New Jersey i Brooklyn.

## Biskupi diecezjalni

### Diecezja Nowy Jork (1808–1850)
- Richard Luke Concanen OP (1808–1810)
- John Connolly OP (1814–1825)
- John Dubois (1826–1842)

### Archidiecezja Nowy Jork (od 1850 roku)
- John Joseph Hughes (1842–1864)
- Kardynał John McCloskey (1864–1885)
- Michael Corrigan (1885–1902)
- Kardynał John Murphy Farley (1902–1918)
- Kardynał Patrick Joseph Hayes (1919–1938)
- Kardynał Francis Spellman (1939–1967)
- Kardynał Terence Cooke (1968–1983)
- Kardynał John Joseph O’Connor (1984–2000)
- Kardynał Edward Egan (2000–2009)
- Kardynał Timothy Dolan (2009–obecnie)

## Biskupi pomocniczy
1. John Murphy Farley (1842–1918) – 1895–1902, następnie arcybiskup Nowego Jorku (1902–1918)
2. Thomas Francis Cusack (1862–1918) – 1904–1915, następnie biskup diecezjalny Albany (1915–1918)
3. Patrick Joseph Hayes (1867–1938) – 1914–1919, następnie arcybiskup Nowego Jorku (1919–1938)
4. John Joseph Dunn (1869–1933) – 1921–1933, zmarł
5. Stephen Joseph Donahue (1893–1982) – 1934–1972, emerytowany
6. James Francis McIntyre (1886–1979) – 1940–1946, następnie koadiutor arcybiskupa Nowego Jorku (1946–1948) i arcybiskup Los Angeles (1948–1970)
7. Joseph Patrick Donahue (1870–1959) – 1945–1959, zmarł
8. Thomas John McDonnell (1894–1961) – 1947–1951, następnie koadiutor biskupa Wheeling (1951–1961)
9. Joseph Francis Flannelly (1894–1973) – 1948–1969, emerytowany
10. Fulton Sheen (1895–1979) – 1951–1966, następnie biskup diecezjalny Rochester (1966–1969)
11. Edward Vincent Dargin (1898–1981) – 1953–1973, emerytowany
12. Walter Philip Kellenberg (1901–1986) – 1953–1954, następnie biskup diecezjalny Ogdensburga (1954–1957) i Rockville Centre (1957–1976)
13. Joseph Maria Pernicone (1903–1985) – 1954–1978, emerytowany
14. James Henry Ambrose Griffiths (1903–1964) – 1955–1964, wcześniej biskup pomocniczy archidiecezji wojskowej USA (1949–1955)
15. John Michael Fearns (1897–1977) – 1957–1972, emerytowany
16. John Joseph Maguire (1904–1989) – 1959–1965, następnie koadiutor arcybiskupa Nowego Jorku (1965–1980)
17. Edward Ernest Swanstrom (1903–1985) – 1960–1978, emerytowany
18. James Edward McManus CSsR (1900–1976) – 1963–1970, wcześniej biskup diecezjalny Ponce (1947–1963), emerytowany
19. George Henry Guilfoyle (1913–1991) – 1964–1968, następnie biskup diecezjalny Camden (1968–1989)
20. Terence Cooke (1921–1983) – 1965–1968, następnie arcybiskup Nowego Jorku (1968–1983)
21. Edwin Bernard Broderick (1917–2006) – 1967–1969, następnie biskup diecezjalny Albany (1969–1976)
22. Patrick Vincent Ahern (1919–2011) – 1970–1994, emerytowany
23. Edward Dennis Head (1919–2005) – 1970–1973, następnie biskup diecezjalny Buffalo (1973–1995)
24. James Patrick Mahoney (1925–2002) – 1972–1997, emerytowany
25. Anthony Francis Mestice (1923–2011) – 1973–2001, emerytowany
26. Francisco Garmendia Ayestarán (1924–2005) – 1977–2001, emerytowany
27. Austin Bernard Vaughan (1927–2000) – 1977–2000, zmarł
28. Theodore McCarrick (1930–2025) – 1977–1981, następnie biskup diecezjalny Metuchen (1981–1986), arcybiskup Newark (1986–2000) i Waszyngtonu (2000–2006)
29. Emerson John Moore (1938–1995) – 1982–1995, zmarł
30. Joseph Thomas O'Keefe (1919–1997) – 1982–1987, następnie biskup diecezjalny Syracuse (1987–1995)
31. Edward Egan (1932–2015) – 1985–1988, następnie biskup diecezjalny Bridgeport (1988–2000) i arcybiskup Nowego Jorku (2000–2009)
32. William McCormack (1924–2013) – 1986–2001, emerytowany
33. Patrick Joseph Thomas Sheridan (1922–2011) – 1990–2001, emerytowany
34. Henry Mansell (1937–) – 1992–1995, następnie biskup diecezjalny Buffalo (1995–2003) i arcybiskup Hartford (2003–2013)
35. Edwin O’Brien (1939–) – 1996–1997, następnie arcybiskup archidiecezji wojskowej USA (1997–2007), arcybiskup Baltimore (2007–2011) i wielki mistrz Zakonu Rycerskiego Grobu Bożego w Jerozolimie (2011–2019)
36. Robert Brucato (1931–2018) – 1997–2006, emerytowany
37. James Francis McCarthy (1942–) – 1999–2002, emerytowany
38. Josu Iriondo (1938–) – 2001–2014, emerytowany
39. Dominick Lagonegro (1943–) – 2001–2018, emerytowany
40. Timothy McDonnell (1937–) – 2001–2004, następnie biskup diecezjalny Springfield w Massachusetts (2004–2014)
41. Dennis Sullivan (1945–) – 2004–2013, następnie biskup diecezjalny Camden (2013–)
42. Gerald Walsh (1942–2025) – 2004–2017, emerytowany
43. Peter Byrne (1951–) – od 2014
44. John Jenik (1944–) – 2014–2019, emerytowany
45. John O’Hara (1946–) – 2014–2021, emerytowany
46. Gerardo Colacicco (1955–) – od 2019
47. Edmund Whalen (1958–) – od 2019
48. John Bonnici (1965–) – od 2022
49. Joseph Espaillat (1976–) – od 2022

## Parafie
Parafie archidiecezji Nowy Jork opisane na Wikipedii:
- Parafia Wniebowzięcia Najświętszej Maryi Panny w Haverstraw
- Parafia Niepokalanego Poczęcia Najświętszej Maryi Panny w Kingston
- Parafia św. Jana Ewangelisty w Mahopac
- Parafia św. Stanisława Biskupa i Męczennika w Nowym Jorku
- Parafia Najświętszego Serca Pana Jezusa w Port Chester
- Parafia św. Józefa w Poughkeepsie
- Parafia św. Stanisława Kostki w Staten Island

## Święci, błogosławieni i Słudzy Boży, Nowego Jorku
- Św. Elżbieta (Elizabeth Ann Seton) – znana również jako Matka Seton, założycielka Zakonu Sióstr Miłosierdzia, pierwsza święta kanonizowana w Nowym Jorku. Pierwsza, urodzona w Stanach Zjednoczonych, kanonizowana na świętą. Ciotka biskupa James Roosevelt Bayley (pierwszego biskupa Newark, New Jersey, a ósmego arcybiskupa Baltimore).
- Św. Franciszka (Frances Xavier Cabrini) – znana również jako Matka Cabrini, założycielka Zakonu Sióstr Misjonarek Najświętszego Serca Pana Jezusa.
- Św. Izaak Jogues – jezuicki misjonarz, aktywny na północy stanu Nowy Jork, ale przed utworzeniem diecezji w Nowym Jorku.
- Św. Jan Nepomucen Neumann – przyjął święcenia kapłańskie w Nowym Jorku, później wstąpił do Redemptorystów. Był czwartym biskupem Filadelfii (1852/60), a pierwszym, kanonizowanym biskupem Stanów Zjednoczonych. Jako biskup Filadelfii, założył pierwszy, katolicki, diecezjalny szkolny system w Stanach Zjednoczonych.
- Św. Kateri Tekakwitha
- Sługa Boży Fulton Sheen
- Sługa Boży Pierre Toussaint
- Sługa Boży Terence Cooke
- Sługa Boży Isaac Thomas Hecker – założyciel zgromadzenia paulistów.
- Sługa Boży Vincent Robert Capodanno – kapelan Marynarki Wojennej podczas wojny w Wietnamie, udekorowany Medalem Honoru.
- Sługa Boży Dorothy Day – rozpoczęty proces beatyfikacyjny w Rzymie.
- Sługa Boży Rose Hawthorne Lathrop – założycielka Sióstr Dominikanek Hawthorne.